# Isoloma bulbosum
Isoloma bulbosum là một loài dương xỉ trong họ Lindsaeaceae. Loài này được Baill. mô tả khoa học đầu tiên năm 1881.
Danh pháp khoa học của loài này chưa được làm sáng tỏ. 